# Ivan Padalka
Ivan Ivanovich Padalka, en ucraniano: Івaн Івaнович Пaдалка, (Zhornokliovi, actualmente en el raión de Cherkasy, 15 de noviembre de 1894, -  Kiev, 13 de julio de 1937) fue un pintor, profesor de arte y autor ucraniano, parte de la generación artística del Renacimiento fusilado, que fue ejecutado durante la Gran Purga.

## Biografía
Fue uno de los ocho hijos nacidos de una familia campesina de escasos recursos. Comenzó su educación en la escuela parroquial local, donde por primera vez mostró talento para el arte. Sus habilidades fueron observadas por un noble local, que le ayudó a financiar sus estudios en la Escuela Vocacional de Cerámica del Estado en Mýrhorod, con Opanas Slastion de maestro. Su trabajo se presentaba a menudo como un modelo para la clase. Allí trabajó hasta 1913, cuando fue expulsado por organizar actividades revolucionarias.
Luego se trasladó a Poltava y encontró un puesto de trabajo en el Museo Etnográfico local, donde se hacían copias de diseños de alfombras ucranianas para un taller de tejido en Kiev, propiedad de Bogdan Janenko, que era un importante mecenas de las artes. Sus ganancias le permitieron inscribirse en la efímera Escuela de Arte de Kiev. Sus obras se exhibían regularmente allí y comenzó a ilustrar libros para niños.
En 1917, después de terminar sus estudios en la Escuela de Arte, se trasladó a la Academia Estatal de Artes de Ucrania, donde se convirtió en alumno del taller de Mijailo Boichuk. Mientras estuvo allí, participó en gran medida en el trabajo decorativo de edificios, diseñando carteles y creando varios materiales revolucionarios para exhibición pública. También recibió un encargo de la Editorial Estatal para ilustrar una colección de cuentos infantiles llamada Барвінок [Bígaros]. Trabajó en ese proyecto junto con el hermano menor de Boichuk, Timofi.
Después de graduarse en 1920, regresó a Mýrhorod y se convirtió en profesor en su antigua escuela de cerámica. Más tarde, enseñó la misma materia en una escuela técnica en Kiev. Sus capacidades en su especialidad fue ampliamente reconocida, por lo que pudo asegurar un puesto en el Instuto Industrial y de Arte de Járkov, donde trabajó desde 1925 hasta 1934. Ese año, regresó a Kiev para aceptar un nombramiento como profesor en la Academia Estatal.
En 1936, fue arrestado y torturado por el servicio secreto soviético, NKVD, acusado de actividades contrarrevolucionarias relacionadas con su nacionalismo ucraniano. En julio del año siguiente fue ejecutado por un pelotón de fusilamiento, junto con su antiguo mentor y amigo Mijailo Boichuk y el pintor Vasili Sedlyar. Fue rehabilitado póstumamente en 1958.

## Obra (selección)

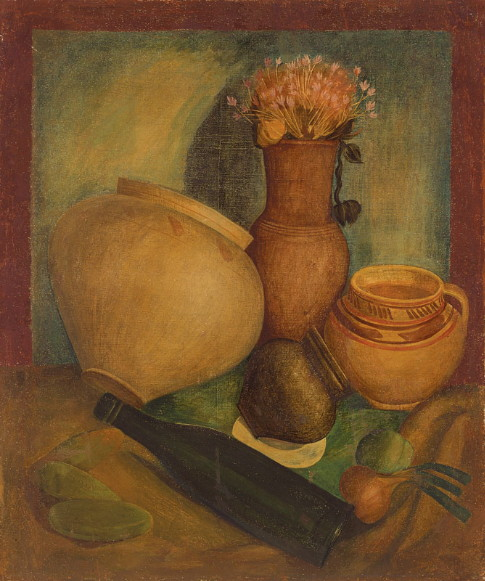
Naturaleza muerta (1920)
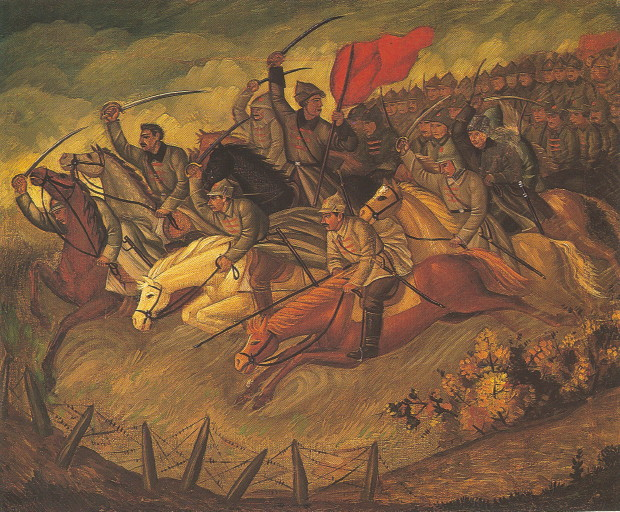
Ataque de la caballería roja (1927)
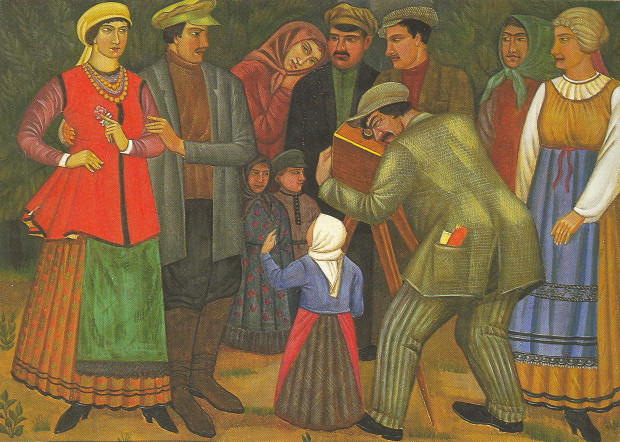
El fotógrafo del pueblo (1927)
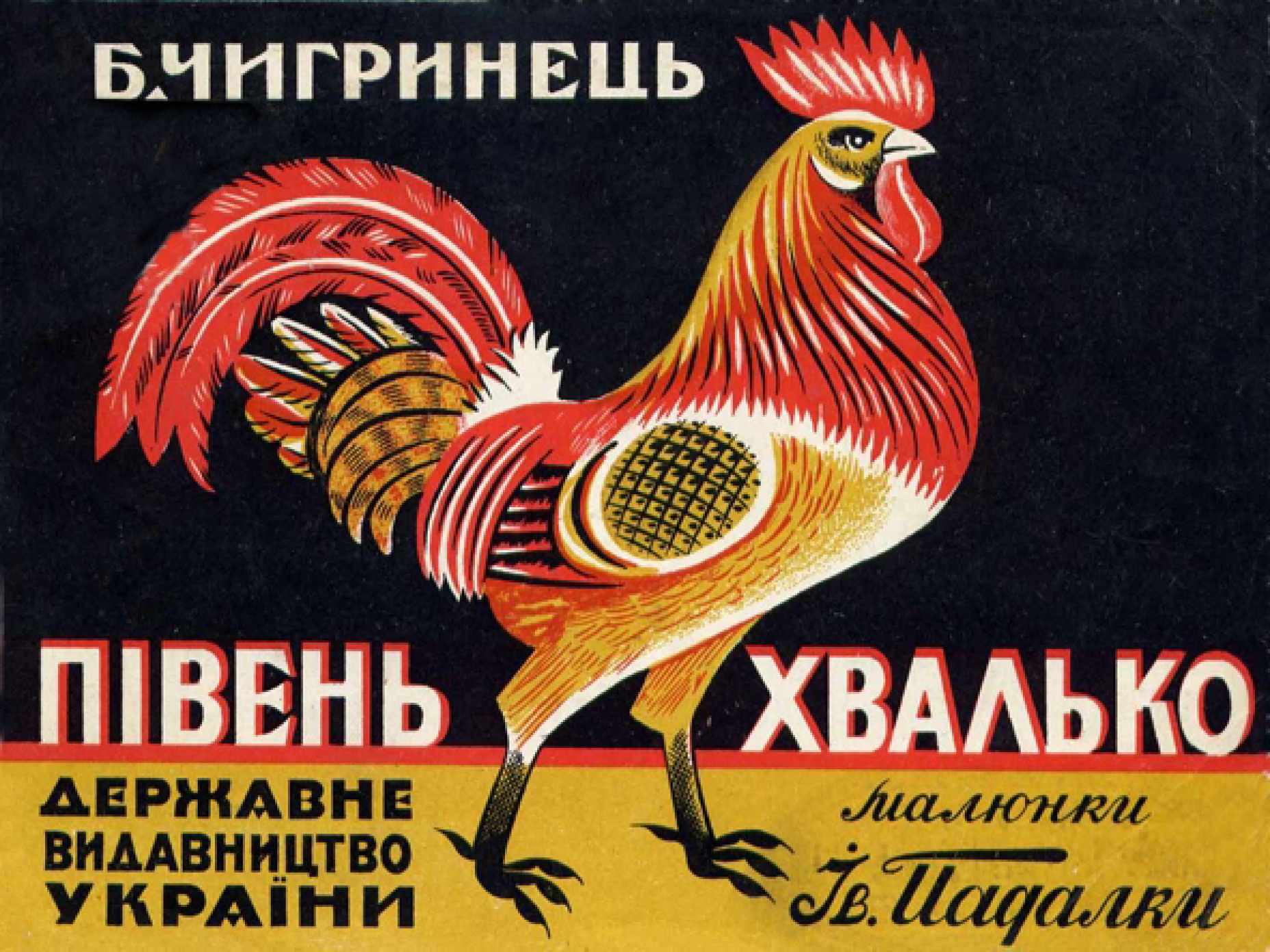
Portada del cuento El gallo fanfarrón (1927)
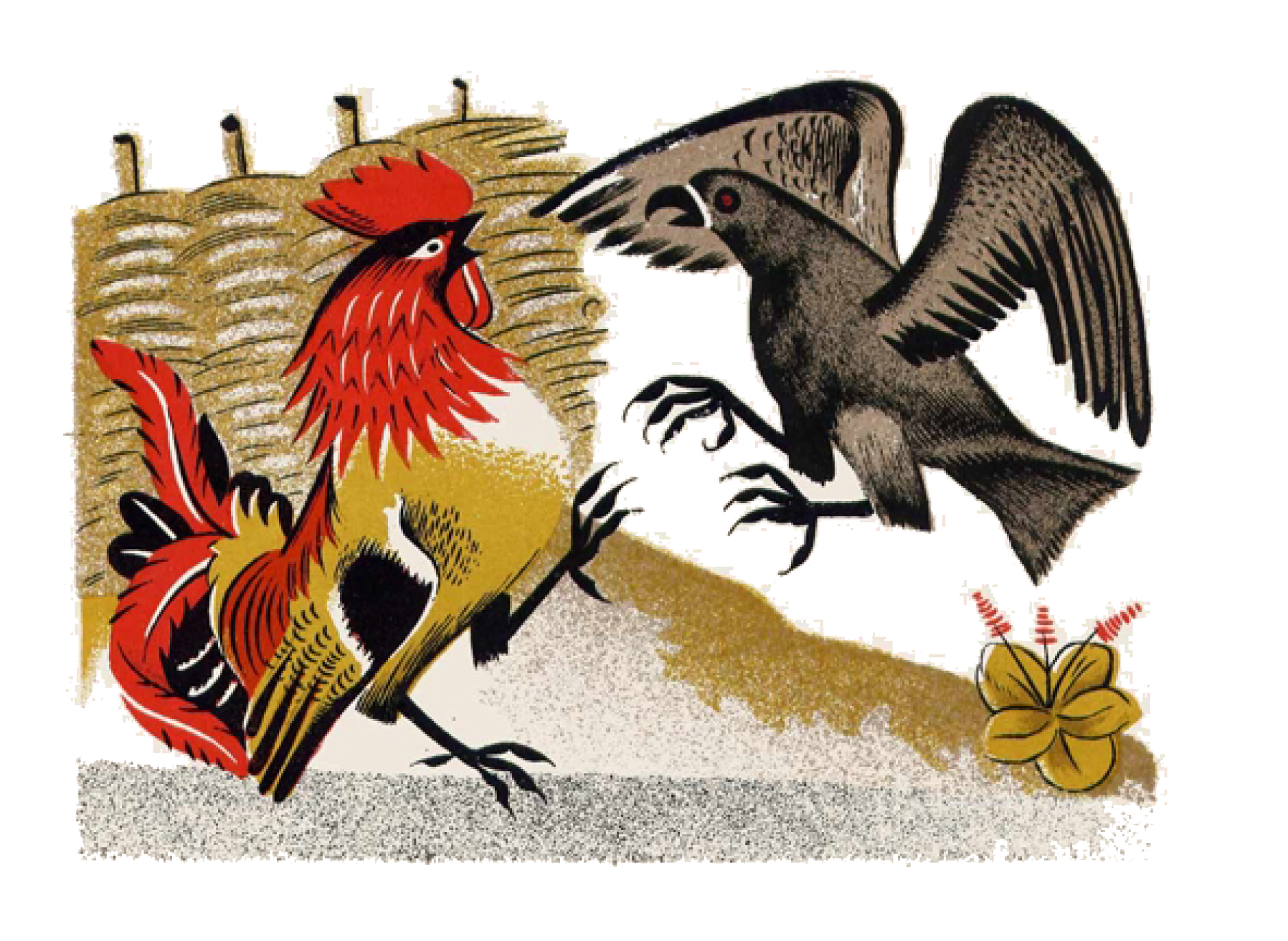
Ilustración del cuento El gallo fanfarrón (1927)
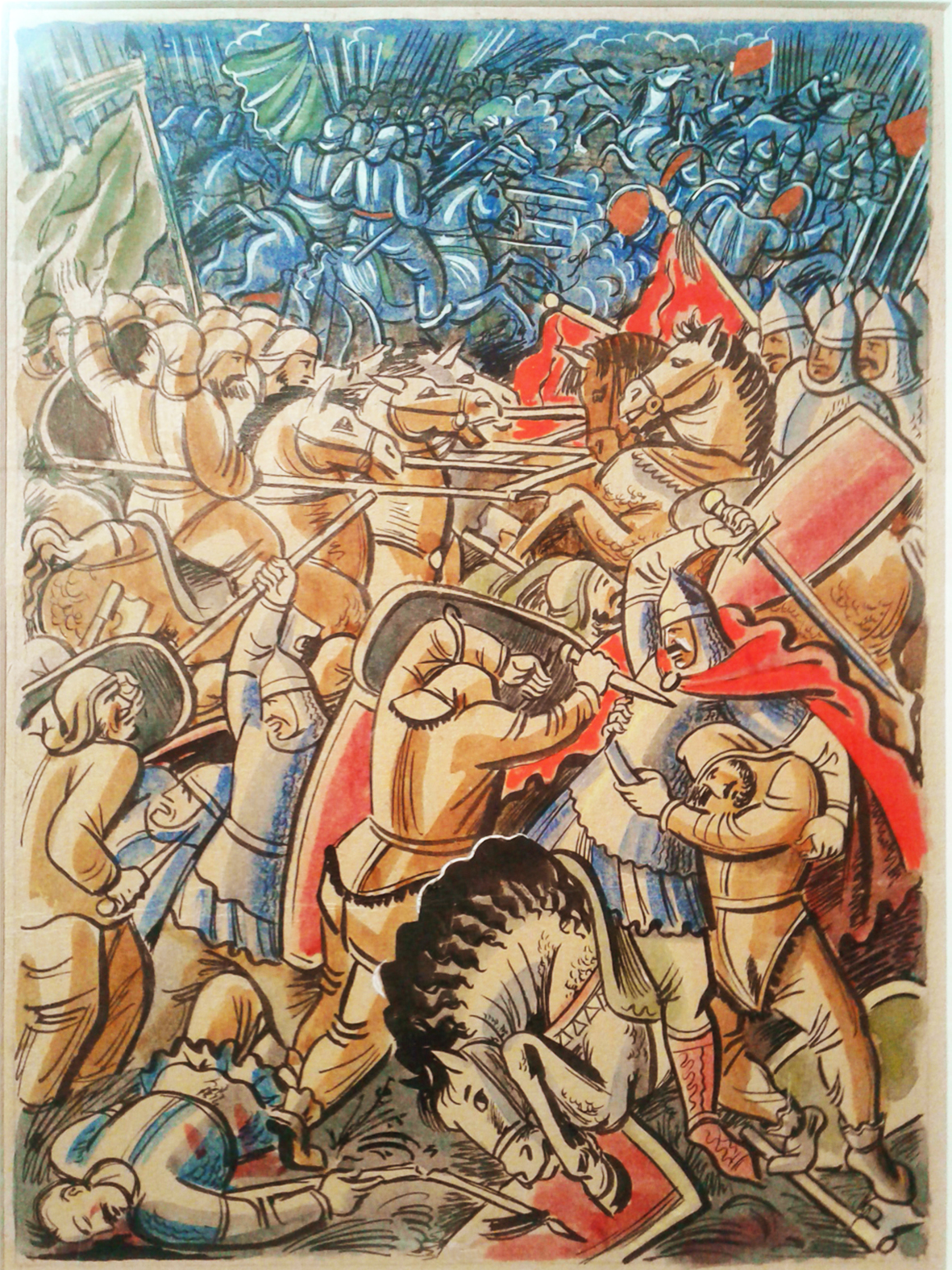
Boceto de Palabras sobre el regimiento de Igor (1928)
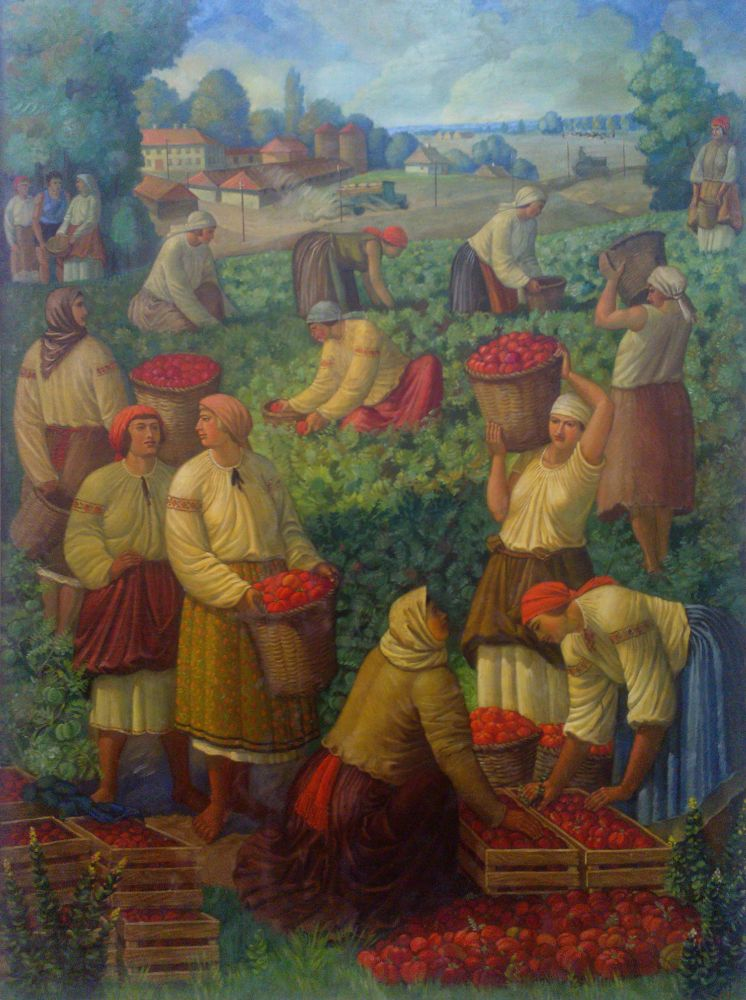
Recogida de tomates (antes de 1937)
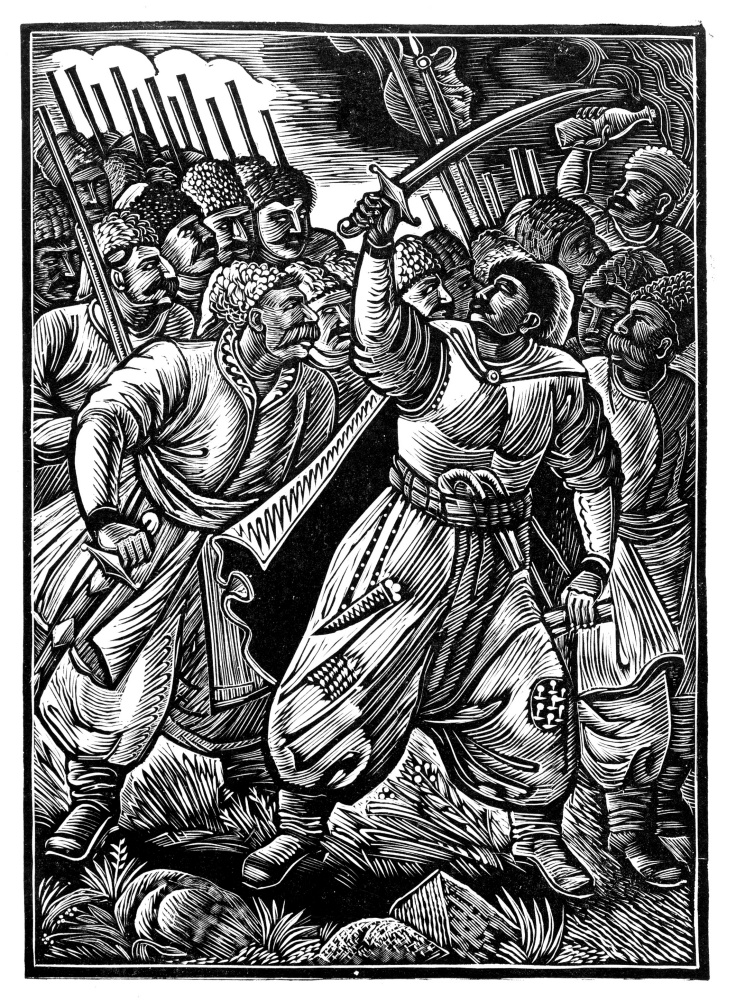
Una ilustración del poema «Eneida» (antes de 1937)